# Ꜹ̨
Pour les articles homonymes, voir AV.
Cette page contient des caractères spéciaux ou non latins. S’ils s’affichent mal (▯, ?, etc.), consultez la page d’aide Unicode.
Ꜹ̨ (minuscule ꜹ̨) est une voyelle et un graphème utilisé en vieux norrois au Moyen Âge. Elle est formée de la lettre ligature v dans l’a ‹ ꜹ › et de l’ogonek.

## Représentations informatiques
Le v dans l’a ogonek peut être représenté avec les caractères Unicode suivants :
| Forme     | Représentation | Chaîne de caractères | Point de code | Description                                   |
| --------- | -------------- | -------------------- | ------------- | --------------------------------------------- |
| capitale  | Ꜹ̨              | Ꜹ◌̨                   | U+A738 U+0328 | lettre majuscule latine av diacritique ogonek |
| minuscule | ꜹ̨              | ꜹ◌̨                   | U+A739 U+0328 | lettre minuscule latine av diacritique ogonek |